# Erythrodiplax anatoidea
Erythrodiplax anatoidea là loài chuồn chuồn trong họ Libellulidae. Loài này được Borror mô tả khoa học đầu tiên năm 1942.

## Hình ảnh